# Opus Arena
El Opus Arena es un estadio de fútbol ubicado en la ciudad de Osijek, Eslavonia, Croacia, específicamente en el distrito de Pampas de la ciudad. Su capacidad es para 13.005 espectadores lo que lo convierte en el cuarto estadio más grande de Croacia. El estadio es utilizado por el NK Osijek y la selección de fútbol de Croacia para competiciones nacionales e internacionales.
Construido entre 2017 y 2023, el estadio se conocía informalmente como "Estadio de las Pampas" antes de conseguir el patrocinio de la empresa húngara de gestión de activos Opus Global . Fue construido para el equipo del club local NK Osijek como recinto sucesor del Estadio Gradski vrt. Para las competiciones de la UEFA y la FIFA, se le conoce como Stadion NK Osijek , debido a los límites a los patrocinios corporativos. Está previsto que la selección nacional del país inicie su clasificación para la Eurocopa 2024 en el estadio en 2023.
Financiado con un importe estimado de 65 millones de euros por NK Osijek, Opus Global y una subvención del gobierno húngaro, el Opus Arena es el primero en cubrir toda su capacidad de asientos. El recinto también actúa como base de entrenamiento del club, con siete campos de fútbol contiguos al estadio.

## Historia
El proyecto fue anunciado oficialmente el 19 de abril de 2018, en el cine "Urania" de Osijek, por el expresidente del club Ivan Meštrović.
Las primeras obras de habilitación en el sitio comenzaron a finales de 2017, cuando se llevó a cabo la preparación del sitio. La parcela se elevó 1,5 metros mediante un vertedero adicional. Con una superficie de 15,3 hectáreas, esto representó miles de camiones. En abril de 2019, en un mes, se insertaron en el suelo 1.000 pilotes (cada uno de 12 metros de profundidad), lo que garantizó la estabilidad futura del estadio.
En noviembre de 2019, el jugador más famoso del NK Osijek y expresidente de la Federación Croata de Fútbol , Davor Šuker , anunció una contribución simbólica de 1 millón de euros de la federación al proyecto.
El 27 de marzo de 2023, el nuevo estadio y campo de entrenamiento del Osijek Football Club recibió un permiso de uso válido para la construcción de un edificio deportivo y recreativo: la escuela de fútbol y el estadio del NK Osijek. En la siguiente fase, hasta la inauguración oficial únicamente del estadio y del campo de entrenamiento, se procederá al equipamiento de las salas interiores y a la siembra de césped, es decir, la instalación de superficies artificiales en los campos auxiliares.
En junio de 2023, la Federación Croata de Fútbol confirmó que la selección nacional abrirá su clasificación para la Eurocopa 2024 en el estadio contra Turquía. Perdieron su primer partido contra Turquía.

## Especificaciones
El tamaño del recinto es de 15,3 hectáreas. Hay 750 plazas de aparcamiento disponibles al público y 150 plazas de aparcamiento VIP. Es un estadio UEFA de categoría 4.
El proyecto inicial incluía palcos en la tribuna oeste, que incluían camas, saunas y jacuzzis. A principios de 2022, los representantes del club anunciaron que en la tribuna oeste no habrá saunas ni jacuzzis, como estaba previsto inicialmente. En cambio, la superficie inicialmente prevista se ha reducido y se utiliza como hotel y zona de entrenamiento para los jugadores. Asimismo, debido a la reducción de la superficie mencionada, la capacidad total del estadio pasó de 12.750 a 13.005. El campo contiguo cuenta con siete canchas climatizadas e instalaciones de entretenimiento para los jugadores.
El estadio tiene una capacidad oficial de 13.005 personas, que puede ampliarse a 14.750 y es el primer estadio totalmente cubierto del país. Aproximadamente 550 asientos son de mayor nivel, de los cuales 100 están repartidos en 7 palcos. El techo (188x150m) se extiende fuera del estadio, asegurando protección contra la sombra o la lluvia y convirtiéndolo en un área pública más amigable. Se eleva a 22,5 metros del suelo y es el elemento emblemático. La fachada del estadio es translúcida, lo que garantiza suficiente acceso de luz solar durante el día a las instalaciones debajo de las gradas. Dividida en 12 anillos horizontales, la fachada está iluminada con diferentes colores, lo que hace que el estadio sea atractivo por la noche.

## Inauguración
El primer partido oficial en el estadio se disputó el 22 de julio de 2023, por la primera jornada de la temporada 2023-24 de la Primera Liga de Croacia, NK Osijek contra NK Slaven Belupo. El partido terminó con un marcador de 6–1 a favor del anfitrión NK Osijek, el primer gol oficial lo marcó Ramón Miérez en el minuto 4 del partido. El partido se jugó ante poco más de 9.000 espectadores.
El 12 de octubre de 2023 se disputó el primer partido internacional en el estadio, cuando la Selección de fútbol de Croacia enfrentó a Turquía por la clasificación para la Eurocopa de 2024, cayendo por 0–1.